# バレーボールナイジェリア男子代表
バレーボールナイジェリア男子代表は、バレーボールの国際大会で編成されるナイジェリアの男子バレーボールナショナルチームである。
1972年に国際バレーボール連盟へ加盟。

## 過去の成績

### オリンピックの成績
- 2008年 - アフリカ予選敗退

### 世界選手権の成績
- 2002年 - アフリカ予選敗退
- 2010年 - アフリカ予選敗退

### アフリカ選手権の成績
- 1979年 - 5位
- 1987年 - 5位
- 1991年 - 5位
- 1997年 - 4位
- 2001年 - 準優勝
- 2005年 - 6位